# Vydoebytsji (metrostation)
Vydoebytsji (Oekraïens: Видубичі, ⓘ) is een station van de metro van Kiev. Het station werd geopend op 30 december 1991 en was totdat de Syretsko-Petsjerska-lijn een jaar later naar de andere oever van de Dnjepr werd verlengd het eindpunt van deze lijn. Het metrostation bevindt zich onder een verkeersplein aan de rand van een industriegebied in de gelijknamige wijk Vydoebytsji, ten zuidoosten van het stadscentrum. Nabij station Vydoebytsji bevindt zich een gelijknamig spoorwegstation, waar kan worden overgestapt op treinen van het voorstadsnet.
Het station is ondiep gelegen en beschikt over een perronhal met vierkante zuilen. De wanden zijn bekleed met wit marmer, de vloer is afgewerkt met rood graniet. Aan beide uiteinden van het perron bevindt zich een ondergrondse stationshal, waarvan er een leidt naar het spoorwegstation en er een uitkomt in een voetgangerstunnel onder het bovenliggende verkeersplein.